# あの瞬 RABテレビが伝えた青森
『あの瞬 RABテレビが伝えた青森』（あのとき アールエービーテレビがつたえた あおもり）は2009年10月5日より青森放送で放送されていたミニ番組である。ハイビジョン制作。

## 概要
本番組は、青森放送（RAB）テレビ放送50周年記念番組として放送が開始された。青森放送がテレビ放送を開始した1959年10月1日より青森県内を取材したフィルムやVTRの中から、毎週1つの話題を3分程度のVTRに再構成の上、放送される。
本番組を再編集したDVDが製作され、青森県内のローソンで毎年春に期間限定販売された。
2019年2月1日からはRABのホームページなどで、再編集したものを毎週2エピソードずつ配信されている。

## 放送時間
- 2010年4月4日 - 2015年3月15日
毎週日曜 20:54 - 21:00（JST）
- 2009年10月5日 - 2010年3月29日
毎週月曜 21:54 - 22:00（JST）
- 再放送
毎週水曜 16:50 - 16:53（JST）

## ナレーション
- 秋山博子（元RABアナウンサー）
- 上野由加里（同上）
- 筋野裕子（当局アナウンサー）

## 放映リスト
| 回数 | 放送日         | 内容                                             |
| ---- | -------------- | ------------------------------------------------ |
| 1    | 2009年10月5日  | 第1回東京オリンピック聖火リレー 1964（昭和39）   |
| 2    | 2009年10月12日 | 県内最初のデパート かくは宮川 1965（昭和40）     |
| 3    | 2009年10月19日 | 南部縦貫鉄道開業（1962年）                       |
| 4    | 2009年10月26日 | 八戸市・湊の朝市                                 |
| 5    | 2009年11月2日  | 津軽森林鉄道                                     |
| 6    | 2009年11月9日  | 小泊小・中学校の合同運動会（1965年）             |
| 7    | 2009年11月16日 | 上北鉱山                                         |
| 8    | 2009年11月23日 | 十三橋開通                                       |
| 9    | 2009年11月30日 | 西目屋村砂子瀬 ダムに沈む村                      |
| 10   | 2009年12月7日  | 津軽海峡（大間町沖）でのイカ漁・昆布漁（1962年） |
| 11   | 2009年12月14日 | 西目屋村・砂子瀬（1969年）                       |
| 12   | 2009年12月21日 | 木造町（1965年）                                 |
| 13   | 2009年12月28日 | 田子町（1962年）                                 |
| 14   | 2010年1月4日   | 東通村（1970年）                                 |
| 15   | 2010年1月11日  | 三沢大火（1966年）                               |
| 16   | 2010年1月18日  | 五所川原市（1969年）                             |
| 17   | 2010年1月25日  | 報道特集豪雪（1967年）                           |
| 18   | 2010年2月1日   | 報道特集豪雪（1967年）                           |
| 19   | 2010年2月8日   | 冬の元気な子供たち（1967年）                     |
| 20   | 2010年2月15日  | 八戸えんぶり（1967年）                           |
| 21   | 2010年2月22日  | なんでもスクール（1967年）                       |
| 22   | 2010年3月1日   | 青森県民謡王座決定戦（1969年）                   |
| 23   | 2010年3月8日   | 集団就職列車（1969年）                           |
| 24   | 2010年3月15日  | 青森市・ちくわ工場（1963年）                     |
| 25   | 2010年3月22日  | 大畑町（1963年）                                 |
| 26   | 2010年3月29日  | 五所川原市の暮らし（1969年）                     |
| 27   | 2010年4月4日   | 青森市の市場（1964年）                           |
| 28   | 2010年4月11日  | 弘前さくらまつり（1963年）                       |
| 29   | 2010年4月18日  | 弘前さくらまつり（1968-1969年）                  |
| 30   | 2010年4月25日  | 青森市・合浦公園春まつり（1978年）               |
| 31   | 2010年5月2日   | 鰺ヶ沢町・大謀網漁（1969年）                     |
| 32   | 2010年5月9日   | 八戸市南郷区・島守地区の暮らし（1968年）         |
| 33   | 2010年5月16日  | 十勝沖地震（1968年）                             |
| 34   | 2010年5月23日  | りんご花まつり（1967年）                         |
| 35   | 2010年5月30日  | 小川原湖の暮らし（1962年）                       |
| 36   | 2010年6月6日   | 西目屋村・砂子瀬 山地の暮らし（1966年）          |
| 37   | 2010年6月13日  | 東北最古の灯台・尻屋崎灯台（1969年）             |
| 38   | 2010年6月27日  | 三厩村（1967年）                                 |
| 39   | 2010年7月4日   | 恐山大祭（1969年）                               |
| 40   | 2010年7月18日  | 弘前ねぷた（1969年）                             |

## スポンサー
- 中才自動車（2009年10月 - 12月、2010年7月 - ）
- 中三（2010年1月 - 3月）

番組中ではスポンサー企業のCMは放送されず、RAB主催のイベントに関するCMなどが放送されている。2010年4月から同年6月までの期間はノンスポンサーで放送された。また、水曜日の再放送については、開始当初からノンスポンサーで放送されている。